# Kute Antara
Kute Antara is een bestuurslaag in het regentschap Aceh Tenggara van de provincie Atjeh, Indonesië. Kute Antara telt 251 inwoners (volkstelling 2010).